# Australasian Championships 1924/Damendoppel
Das Damendoppel der Australasian Championships 1924 war ein Tenniswettbewerb in Melbourne.
Vorjahressiegerinnen waren Esna Boyd und Sylvia Lance. Im Endspiel setzten sich Daphne Akhurst / Sylvia Lance gegen Katherine Le Mesurier / Meryl O’Hara Wood mit 7:5 und 6:2 durch.

## Hauptrunde
Zeichenerklärung
- Q = Qualifikant
- WC = Wildcard
- LL = Lucky Loser
- ITF = qualifiziert über ITF-Ranking
- ALT = alternate (Ersatz)
- PR = Protected Ranking
- SE = Special Exempt
- r = retired (Aufgabe)
- d = Disqualifikation
- w.o. = walkover
- [ ] = Match-Tie-Break

|  | Finale |                                         |   |   |  |
|  |        |                                         |   |   |  |
|  |        | Daphne Akhurst Sylvia Lance             | 7 | 6 |  |
|  |        | Katherine Le Mesurier Meryl O’Hara Wood | 5 | 2 |  |
|  |        |                                         |   |   |  |